# Cantone di Montrevel-en-Bresse
Il Cantone di Montrevel-en-Bresse era una divisione amministrativa dell'arrondissement di Bourg-en-Bresse con capoluogo Montrevel-en-Bresse.
A seguito della riforma approvata con decreto del 13 febbraio 2014, che ha avuto attuazione dopo le elezioni dipartimentali del 2015, è stato soppresso.

## Composizione
Comprendeva 14 comuni:
- Attignat
- Béréziat
- Confrançon
- Cras-sur-Reyssouze
- Curtafond
- Étrez
- Foissiat
- Jayat
- Malafretaz
- Marsonnas
- Montrevel-en-Bresse
- Saint-Didier-d'Aussiat
- Saint-Martin-le-Châtel
- Saint-Sulpice